# Стахиевы (дворянский род)
Стахиевы — дворянский род.
Александр Стахиев поступил в службу (1740), произведён в статские советники (1775) и, находясь в этом чине, пожалован дипломом на дворянское достоинство (05 августа 1788).
Родоначальник — отец Стахий, священник церкви Знамения в Сарской мызе при Екатерине I.

## Описание герба
В щите, имеющем серебряное поле, изображён олень бегущий направо и под ним горизонтально красное стропило. Внизу стропила, оливковое дерево. Щит увенчан обыкновенным дворянским шлемом, с выходящим из-за него оленем. Намёт: серебряный, подложен зелёным.
Герб Стахиевых внесён в Часть 1 Общего гербовника дворянских родов Российской империи, стр. 118.

## Известные представители
- Стахиев Алексей Стахиевич — священник Архангельского собора в Москве.
- Стахиев Александр Стахиевич — статский советник (1775), посланник в Константинополь (1775—1781). член Российской академии наук (с 1785), женат на дочери Григория Акинфеевича Демидова — Хионе Григорьевне.
- Стахиев Александр Александрович (г/р 1765) — секретарь посольства в Берлине, в царствование императора Павла I Петровича.
- Стахиев Александр Александрович — прапорщик Павловского полка (1819), полковник, полицмейстер в Кронштадте (1840).